# 金大雄
金大雄（1912年—？），男，天津人，中国寄生虫学家，曾任贵阳医学院教授，贵州省动物学会理事长，第六、七届全国政协委员。